# Биук, Стипе
Сти́пе Би́ук (хорв. Stipe Biuk; родился 26 декабря 2002, Сплит) — хорватский футболист, левый вингер клуба «Реал Вальядолид», выступающий на правах аренды за хорватский «Хайдук (Сплит)».

## Клубная карьера
Уроженец Сплита, Стипе начал футбольную карьеру в футбольной академии клуба «Солин», а в 2011 году присоединился к футбольной академии клуба «Хайдук (Сплит)». 16 января 2021 года подписал свой первый профессиональный контракт с клубом до 2026 года.
2 марта 2021 года дебютировал в основном составе «Хайдука» в матче Кубка Хорватии против «Загреба». 20 марта 2021 года дебютировал в Первой хорватской футбольной лиге в матче против «Шибеника». 1 мая 2021 года забил свой первый гол за клуб в матче «адриатического дерби» против «Риеки».
30 декабря 2022 года перешёл в клуб MLS «Лос-Анджелес», подписав четырёхлетний контракт до конца сезона 2026 с опцией продления на сезон 2027. В американской лиге дебютировал 4 марта 2023 года в матче против «Портленд Тимберс». 12 марта 2023 года в матче против «Нью-Инглэнд Революшн» забил свой первый гол в MLS.
25 января 2024 года отправился в аренду в клуб испанской Сегунды «Реал Вальядолид» до июня 2024 года с опцией выкупа. За «бело-фиолетовых» дебютировал 12 февраля 2024 года в матче против «Альбасете», заменив Амата Ндиайе на 86-й минуте. 8 июля 2024 года был выкуплен «Вальядолидом» и подписал контракт с клубом до 30 июня 2029 года.

## Карьера в сборной
Выступал за сборные Хорватии до 14, до 16, до 17, до 18 лет и до 21 года.